# Elvira Homs i Ferrés
Elvira Homs Ferrés (Vilassar de Mar, Maresme, 1905 - Barcelona, 31 de maig de 1954) fou una pintora catalana. Per bé que va ser reconeguda i molt ben relacionada amb els cercles artístics de la Barcelona dels anys trenta, la seva trajectòria artística és encara molt desconeguda.

## Biografia
Filla de l'arquitecte Lluís Homs i de la també pintora Maria Ferrés Puig, Elvira Homs va néixer a Vilassar de Mar l'any 1905. Es va formar artísticament sota la direcció de la pintora i brodadora Emília Coranty, tot i que destaca la seva capacitat autodidacta.
La seva obra es va poder veure a les Galeries Dalmau de Barcelona el 1926. Dos anys més tard, va participar en l'exposició inaugural de la temporada de la mateixa galeria i el 1929, també a la Dalmau, formava part de l'Exposició d'Art Modern Nacional i Estranger, en la qual també van exposar altres artistes com Aurora Folquer Pedret, Montserrat Casanova i Maria Lluïsa Lamor.
Als anys trenta va ser una artísta molt relacionada amb els cercles artístics de la ciutat de Barcelona i la seva obra va estar present a les principals exposicions del moment. Així, formant part de l'Agrupació d'Aquarel·listes de Catalunya, va participar com a mínim en les exposicions de 1930, a la Sala Parés, i del 1932 al 1935 a les Galeries Laietanes, on també havia exposat el 1929. L'any 1931 va prendre part al concurs de pintura Montserrat vist pels pintors catalans, organitzat pel Círcol Artístic de Sant Lluc, que es va poder veure al Palau de les Arts Decoratives de Barcelona fins a principis de l'any següent. També va participar en dues edicions de l'Exposició de Primavera organitzada per la Junta Municipal d'Exposicions d'Art, els anys 1932 i 1934. En la primera va presentar els olis La noia del llibre i Jove mora que, segons la crítica, eren les seves primeres obres figuratives; en la segona, una obra titulada Clavells rosa. El 1933 va participar en l'exposició de pintura i escultura amb motiu del cinquantenari de la Sala Parés.
La seva primera exposició individual coneguda és la que va presentar a les Galeries Dalmau l'any 1929. Uns anys més tard, l'any 1932 i probablement el 1933, va exposar també a les Galeries Laietanes de la mateixa ciutat.
Més enllà d'aquestes dates, no es tenen més notícies de la seva trajectòria artística. Va morir a Barcelona el 31 de maig de 1954.
La seva obra es va veure influïda pel futurisme.